# 合津高速公路
重庆合川至璧山至江津高速公路，简称合津高速公路，又称合璧津高速公路是重庆市高速公路网规划（2019-2035 年）三环十二射七联线中的第二联，全长192.537km，主要由合川十塘至大石段、合川十塘至江津慈云段和江津慈云至四面山段组成。

## 合川十塘至大石段（合川西环线）
合川十塘至大石段起于 重庆三环高速铜合段十塘互通，向北经江家湾、小安溪、跨涪江后经渭沱物流园、尖山场镇西侧至大石檬子村与合安高速公路连接，未来将北延至省界，涉及南津、铜溪、渭沱、尖山、大石等多个城镇规划及小安溪生态湿地（三江湿地公园）、渭沱物流园等产业规划。路线全长27.222公里，设计速度100公里/小时，双向四车道，路基宽度26米，采用沥青砼路面，公路—I级桥梁设计荷载，全线设互通立交6座（十塘互通、梳铺互通、小安溪互通、渭沱互通、尖山互通、大石互通），占地约2764.9亩。项目按BOT模式总投资约 36.35 亿元，其中建安工程费24.04亿元，运营收费期30年。

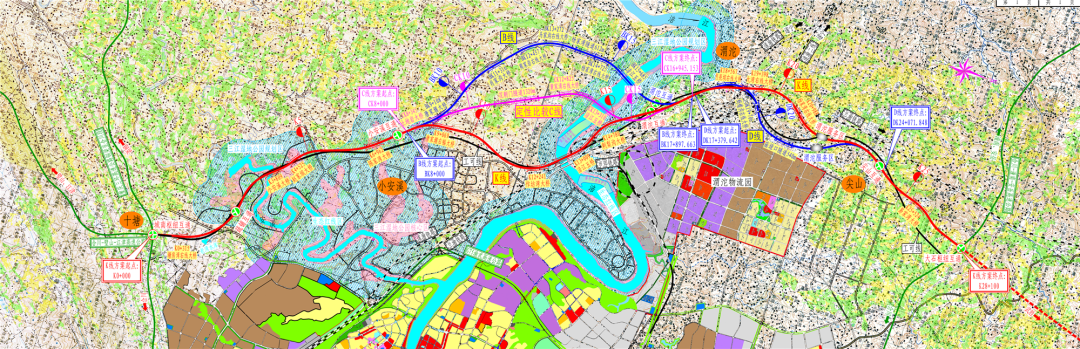
合川西环高速确定方案路线

### 建设进展
2020年6月30日，项目开工建设。
2021年12月6日，金沙涪江特大桥主墩桩基全部完成。
全线预计2024年通车。

### 线路意义
合川十塘至大石段路线上形成了合川城周一环线的西环线，且把重庆 重庆三环高速和合安高速公路有机联系起来，实现快速转换，重庆江北国际机场到成都天府国际机场之间的车程将由现在的三个半小时左右缩短到两个半小时以内。

## 合川十塘至江津慈云段
合川十塘至江津龙华段起于 重庆三环高速铜合段十塘互通，沿九峰山展线穿越九峰山后进入璧山七塘，经大路、河边、福禄、大兴、正兴、来凤、丁家、广普至江津龙华，跨越长江至终点慈云镇 成渝环线高速慈云北互通，接江习高速公路，串联 成渝环线高速、九永高速、 银昆高速、成渝高速扩容、 渝蓉高速公路等多条高速公路，全线设互式立交15座（含枢纽互通6座）。路线全长95.74公里，设计速度100公里/小时，十塘互通至七塘为双向六车道，路基宽度33.5米，其余路段采用双向四车道，路基宽度26米。总投资127.78亿元，运营收费期30年。

### 建设进展
2017年11月19日，重庆市发改委核准批复该项目。
2017年12月24日，项目开工：控制性工程油溪长江特大桥在江津区油溪镇（北岸）破土动工。
2020年12月16日，位于铜梁和合川两区交界毓青山长3700米的高架桥群正式完成桥墩浇筑300座、架设桥梁1000米的建设任务，计划在2021年底完成高架桥群土建工程。
2021年1月6日，全线首座隧道九峰山一号隧道双线贯通。
2021年1月27日，合璧津高速团坝枢纽互通式立交主线桥架设完成，路基工程完成58.5%，桥梁工程完成42.6%，涵洞工程完成87.1%，隧道完成97.7%，路面标段已进场。
2021年4月23日，合璧津高速重点控制性工程，油溪长江大桥主缆架设完成。
2021年7月24日，合璧津高速铜梁段进入水稳层施工阶段。
2021年7月29日，合璧津高速团坝枢纽互通主线全部贯通。
2021年9月14日，重庆市发改委核准变更该项目。
2022年12月30日15时，高速合川十塘至璧山西之间长43.7公里路段开通运营。
| 地区                                                                                         | 里程     | 类型   | 名称             | 连接             | 说明                     |
| -------------------------------------------------------------------------------------------- | -------- | ------ | ---------------- | ---------------- | ------------------------ |
| 重庆市 合川区                                                                                | 0km      | 枢纽   | 城南枢纽互通     | 三环高速         |                          |
| 重庆市 合川区                                                                                |          | 隧道   | 九峰山隧道       | 九峰山隧道       |                          |
| 重庆市 铜梁区                                                                                | 7.407km  | 出入口 | 中峰互通         | 中峰互通         |                          |
| 重庆市 璧山区                                                                                | 13.953km | 出入口 | 依凤互通         | 依凤互通         |                          |
| 重庆市 璧山区                                                                                |          | 枢纽   |                  | 渝乐高速         |                          |
| 重庆市 璧山区                                                                                |          | 枢纽   | 团坝枢纽互通     | 成渝环线高速     |                          |
| 重庆市 璧山区                                                                                | 31.441km | 出入口 | 河边互通         | 河边互通         |                          |
| 重庆市 璧山区                                                                                | 43.235km | 出入口 | 璧山西互通       | 璧山西互通       | 仅开通向北方向上下高速口 |
| 重庆市 璧山区                                                                                | 55.550km | 出入口 | 正兴互通         | 正兴互通         |                          |
| 重庆市 璧山区                                                                                | 61.477km | 出入口 | 丁家南互通       | 丁家南互通       |                          |
| 重庆市 璧山区                                                                                | 68.682km | 出入口 | 广普互通         | 广普互通         |                          |
| 重庆市 江津区                                                                                |          | 枢纽   |                  | 渝乐高速         |                          |
| 重庆市 江津区                                                                                |          | 河流   | 江津油溪长江大桥 | 江津油溪长江大桥 | 跨长江                   |
| 重庆市 江津区                                                                                | 87.931km | 出入口 | 龙华互通         | 龙华互通         |                          |
| 重庆市 江津区                                                                                |          | 枢纽   | 慈云北枢纽互通   | 三环高速         |                          |
| 1.000 英里 = 1.609 千米；1.000 千米 = 0.621 英里 并行路段 • 已关闭／取消 • 限制进入 • 未开放 |          |        |                  |                  |                          |

### 线路改线
2021年9月14日，重庆市发改委批复了重庆合川至璧山至江津高速公路项目的核准内容变更：由于与重庆第二国际机场（正兴机场）规划选址冲突，合璧津高速在璧山区正兴—丁家区间新增经来凤，线路全长增加883米，估算总投资增加3.89亿元。变更后由原路线全长94.857公里，总投资123.89亿元，变为路线全长95.74公里，总投资127.78亿元。

### 线路意义
合川十塘至江津龙华段是重庆市高速公路网中完善 重庆三环高速西段与 重庆绕城高速公路绕城高速西段区域路网结构的重要项目，串联合川、璧山、江津等重要城镇，对促进沿线区县经济社会发展具有重要作用。

## 備註
1. ↑  详见《庆市交通局关于印发重庆市高速公路网命名、编号和里程编排方案（2019—2035年）（暂行）的通知》的文件中的线路图。
2. ↑  此处使用实际方案，后期招标时发布为：推荐方案主线全长27.279km，设梳铺、小安溪、渭沱、尖山4处一般互通式立交，互通立交平均间距4.5km，最大间距8.2km，最小间距3.1km；设置1处渭沱服务区(K21+200～K22+460)。另设管理分中心、养护工区各一处，与小安溪互通臣道收费站合建。推荐线无隧道，设特大、大、中、小桥5953.8m/13座（不包括互通区主线匝道桥梁），占路线总长的21.8%，其中特大桥1548.0m/1座，大4218.3m/10座，中桥167.5m/2座，建筑面积10300㎡。
3. ↑  拟建设工期4年。
4. ↑  由紧密相连的石岩嘴大桥、华安大桥、杉树湾大桥、青杠坪大桥、新碗厂大桥和老鹰岩大桥等6座特大桥梁构成。